# 色情海女 ふんどし祭り
『色情海女 ふんどし祭り』（しきじょうあま ふんどしまつり、Shikijo-Ama Fundoshi-Matsuri）は、1981年6月26日公開の日本映画。日活ロマンポルノの一作。藤浦敦監督作品。主演は安西エリ。

## 概要
日活製作・配給。カラー / ワイド / 69分。
過疎化する房総半島の漁村を舞台にした作品。大漁の知らせで大都市から漁村に戻った5人の海女たちの姿を描いた濃厚な作品。女性たちのふんどし姿がまぶしい作品である。脚本は伴一彦と『セックスドック 淫らな治療』や『くいこみ海女 乱れ貝』などを監督した藤浦敦の共同執筆である。撮影は『東京カリギュラ夫人』の水野尾信正が担当した。

## スタッフ
- 監督 - 藤浦敦
- 助監督 - 上垣保朗
- プロデューサー - 村井良雄
- 制作補 - 桜井潤一
- 脚本 - 伴一彦・藤浦敦
- 企画 - 進藤喜美男
- 撮影 - 水野尾信正
- 音楽 - 甲斐八郎
- 美術 - 中澤克巳
- 編集 - 山田真司
- 録音 - 福島信雄
- スチール - 目黒祐司
- 照明 - 野口素胖

## あらすじ
過疎化の進む房総半島のとある漁村でのことである。今年は例年にない大漁に恵まれ、村は大忙しで猫の手も借りたいほどであった。海女が不足したことに悩んだ村長や漁業組合の組合長は、村長の息子の信夫を東京に派遣し、娘たちを集めた。女子大生の雅代、婦人自衛官の知子、カメラマンの三紀、風俗嬢の明美、スチュワーデスで村出身の翠の5人の美女が集められた。不平を口にする彼女たちであったが、村をあげての大歓迎を受けた。ドンチャン騒ぎとなったその夜、信夫との結婚を考えている翠は信夫と草むらで性交するが、店の女将の娘尚は信夫と恋仲で三角関係となってしまった。漁村はうら若き娘たちが戻ってきて活況を取り戻し、村の主立った人びとは何年もやってなかった「ふんどし祭り」を復活させることを思いつく。ヒップに食い込む七色の六尺ふんどしをしめた海女たちの姿態をみようと多くの男性観光客が村を訪れた…。

## キャスト
- 村田翠 - 安西エリ
- 北野尚 - 江崎和代
- 明美 - 青野梨魔
- 知子 - マリア茉莉
- 三紀 - 沢木美伊子
- 雅代 - 蘭童セル
- 井本信吉 - 野上正義
- 井本信夫 - 立川談十郎
- 一休 - 橘家二三蔵
- 森田 - 島村謙次
- 北野多恵 - 川村真樹
- 玉枝 - 藤ひろ子

## DVD
- 『色情海女 ふんどし祭り』ジェネオン エンタテインメント、2013年7月。形式:Color,Dolby,Widescreen。R-18指定。「オリジナル劇場予告篇」付。ASIN B00BWKDY6E